# 20,000 Leagues Under the Sea (1954)
20,000 Leagues Under the Sea is een Amerikaanse sciencefiction-avonturenfilm uit 1954 van Richard Fleischer met in de hoofdrollen Kirk Douglas, James Mason, Paul Lukas en Peter Lorre.
Het scenario van de film is gebaseerd op het gelijknamige boek (Vingt mille lieues sous les mers) van Jules Verne uit 1870.
De film was een kassucces in de bioscopen en bracht alleen in de VS meer dan acht miljoen dollar op in 1954. In totaal zou de film meer dan elf miljoen dollar opbrengen in de VS. De film kreeg bij uitkomst positieve reacties en geldt inmiddels als een klassieke film van Disney. Vooral de scène met de reuzeninktvis en de Nautilus zelf zijn de iconen van de film geworden.
De film werd geprezen om de acteurs. Het was de eerste Disneyfilm waar grote Hollywoodsterren zoals Kirk Douglas, James Mason en Peter Lorre aan meewerkten.

## Verhaal
Het verhaal speelt zich af in het jaar 1866. Onder zeelieden doen verhalen de ronde over een zeemonster dat al vele schepen aanviel en tot zinken bracht. Professor Pierre M. Aronnax en zijn assistent Conseil zijn op weg naar Saigon, maar komen vast te zitten in San Francisco omdat vrijwel geen enkele kapitein de zee op durft. Aronnax wordt in San Francisco geïnterviewd over het monster en zijn antwoorden worden zo geïnterpreteerd dat wordt gesteld dat Aronnax in het bestaan van dit monster gelooft. Hierop wordt Aronnax door de Amerikaanse overheid uitgenodigd om op expeditie te gaan om het monster op te sporen.
Aronnax en Conseil varen uit op een Amerikaans oorlogsschip. De zoektocht levert echter niets op en de kapitein beveelt huiswaarts te keren. Op dat moment duikt het monster op en ramt het schip. De klap slingert harpoenist Ned Land, Aronnax, en Conseil overboord. Het beschadigde schip drijft weg en de drie mannen blijven alleen achter in de zee. Dan duikt het monster op en blijkt het een door mensen gemaakte onderzeeboot. De drie gaan in het geheim aan boord. Binnen zien ze door een van de ramen hoe een groep mannen in duikpakken een begrafenis houdt op de zeebodem voor een gedood bemanningslid.
Zodra de bemanning van de duikboot terugkeert, worden Ned, Aronnax, en Conseil ontdekt. Ze worden gevangen en voor de kapitein gebracht. Deze stelt zichzelf voor als Nemo, kapitein van de Nautilus. Hij heeft het niet zo op indringers en wil de drie overboord laten zetten. Dan herkent hij Aronnax als een beroemde zeebioloog en verandert van gedachten. Hij zal het leven van de drie sparen, maar ze mogen de Nautilus nooit verlaten.
Nemo's kennis en technologie maken een grote indruk op Aronnax. Ned en Conseil zijn minder enthousiast. Nemo neemt de drie mannen mee op een expeditie op de zeebodem om voorraden in te slaan. Ned wordt aangevallen door een haai wanneer hij een schatkist probeert te stelen uit een gezonken schip, waarna Nemo hem eraan herinnert dat goud en juwelen niets waard zijn op de Nautilus. Aronnax raakt gedurende de reis steeds meer onder de indruk van Nemo’s vaardigheden. Nemo herinnert Aronnax eraan dat het geheim van de Nautilus nooit mag uitlekken, daar de technologie van het schip zijn tijd ver vooruit is en in verkeerde handen een gevaarlijk wapen vormt.
Op een dag toont Nemo Aronnax een strafkolonie en onthult dat hij en zijn bemanning ook ooit gevangenen waren. Wanneer de Nautilus vertrekt, beveelt Nemo eerst een schip vol wapens tot zinken te brengen. Hij verdedigt zijn actie met de stelling dat hij zo mogelijk duizenden levens heeft gespaard. Voor Aronnax is een wraakmotief duidelijk.
Ned maakt ondertussen een ontsnappingsplan. Hij sluipt Nemo’s hut binnen en vindt een kaart met de locatie van een verlaten eiland dat Nemo als haven gebruikt. Hij schrijft de coördinaten op een papiertje, stopt deze in een fles en gooit de fles overboord in de hoop dat iemand hem vindt. Wanneer de Nautilus tijdelijk vastloopt op een koraalrif voor de kust van Nieuw-Guinea, probeert Ned te ontkomen. Hij vlucht terug naar de Nautilus wanneer hij een groep kannibalen tegen het lijf loopt. Nemo laat Ned opsluiten vanwege zijn ontsnappingspoging.
Wanneer de Nautilus door de vloed wordt bevrijd van het koraalrif, duikt er een oorlogsschip op dat een groot gat in de romp schiet. Door het binnenstromende water zinkt de Nautilus naar grote diepte en trekt daar de aandacht van een reuzeninktvis. Het monster volgt de Nautilus naar de oppervlakte, waar een gevecht losbreekt. In het gevecht wordt Nemo door een van de tentakels gegrepen, maar gered door Ned.
Wanneer de Nautilus Nemo’s eiland nadert, blijkt dit te zijn omgeven door oorlogsschepen. Op het eiland zelf zien Nemo en zijn bemanning een groot aantal soldaten. Nemo besluit zijn haven liever te vernietigen dan zijn uitvindingen in verkeerde handen te laten vallen. Wanneer hij terugkeert naar de Nautilus, wordt hij echter dodelijk getroffen door een kogel. Zwaargewond sleept Nemo zich terug naar de Nautilus en vaart naar de zeebodem met als doel de Nautilus daar voorgoed te laten rusten. Met zijn laatste woorden kondigt hij aan dat als hij sterft, de Nautilus ook zal sterven. Zijn bemanning blijft hem tot het einde trouw.
Aronnax, Conseil en Ned zijn tegen deze massale zelfmoord. Ned ontkomt aan de bemanning en stuurt de Nautilus terug naar boven. Onderweg ramt hij een rif en veroorzaakt een grote scheur in de wand van het schip. Ned redt Aronnax en Conseil en de drie ontkomen in een reddingsboot. De Nautilus zinkt weg. In de reddingsboot zien Ned, Aronnax en Conseil hoe het eiland ontploft met een grote paddenstoelvormige wolk als resultaat.

## Rolverdeling
| Acteur          | Personage                    |
| --------------- | ---------------------------- |
| Kirk Douglas    | Ned Land                     |
| James Mason     | Captain Nemo                 |
| Paul Lukas      | Professor Pierre Aronnax     |
| Peter Lorre     | Conseil                      |
| Robert J. Wilke | Nautilus's First Mate        |
| Ted De Corsia   | Captain Farragut             |
| Carleton Young  | John Howard                  |
| J.M. Kerrigan   | Billy                        |
| Percy Helton    | Coach driver                 |
| Ted Cooper      | Abraham Lincoln's First Mate |
| Fred Graham     | Casey                        |

## Voorgeschiedenis

### Jules Verne
In 1870 voltooide Jules Verne zijn roman Twintigduizend mijlen onder zee. Het boek kwam uit in twee delen en zo uitgroeien tot een klassieker. Hoewel er in Vernes tijd al duikboten waren, leken die niet op de geavanceerde duikboot die de hoofdrol speelt in Twintigduizend mijlen onder de zee. Zoals gewoonlijk was Verne zijn tijd vooruit. Al in 1916 werd het boek verfilmd door Stuart Palin met Allan Holubar en Dan Hanlon in de hoofdrollen.

### Van tekenfilm tot speelfilm
Vijfendertig jaar later dook het idee om Vernes roman te verfilmen op in de Verenigde Staten. Het was ontwerper Harper Goff die voor de Disney Studio’s werkte aan de plannen voor een amusementspark Disneyland, die met idee ging spelen. Hij kreeg inspiratie toen Walt Disney hem vroeg om onderzeeopnamen te bekijken die eventueel konden worden gebruikt voor een Disney-natuurdocumentaire. Goff maakte schetsen voor een storyboard voor de documentaire en kreeg vervolgens inspiratie voor het maken van film over Twintigduizend mijlen onder zee. Hij maakte een serie schetsen gebaseerd op een scène uit het boek waar de zeebodem wordt verkend. Hij besprak het idee met Disney die echter zei dat het onmogelijk was om het boek van Verne te verfilmen omdat M-G-M de rechten bezat. Toch bleef het idee nu ook in Disneys geest rondzwerven. Hij deed navraag en het bleek dat M-G-M de rechten helemaal niet had, sterker nog, dat ze te koop waren. Disney verwierf de rechten en in 1952 begon de preproductie van een tekenfilm rondom Twintigduizend mijlen onder zee. In de herfst van 1952 begon Disney van idee te veranderen en neigde hij er toe om de film niet als tekenfilm te maken maar met echte acteurs. Het was een moeilijke beslissing, want de kosten voor een dergelijke productie waren hoog. Disney had al ervaring met films met echte acteurs, zoals Treasure Island (1950) en The Story of Robin Hood and His Merrie Men (1952), maar die waren tegen lage kosten opgenomen in Engeland met Britse acteurs. Twintigduizend mijlen onder zee zou een film met een miljoenenbudget worden met grote Amerikaanse sterren en opgenomen in de Disneystudio in de VS. Aangezien die studio was ingericht voor het maken van tekenfilms zou er geïnvesteerd moeten worden in nieuwe apparatuur en personeel. Tegelijkertijd was Disney bezig met de plannen voor Disneyworld en ook hier waren de kosten hoog. Uiteindelijk zag Disney af van de tekenfilm en besloot om een avondvullende speelfilm rond Vernes boek te maken.

### Fleischer
Er moest nu een scenario komen en een regisseur. Voor de laatste functie viel Disneys oog op Richard Fleischer. Fleischer zelf was verbaasd over het aanbod, immers zijn vader Max Fleischer was de grootste concurrent op het gebied van tekenfilms. Hij vroeg dan ook Disney of deze wist dat hij Max Fleischers zoon was. Disney zei dat hij hiervan op de hoogte was, maar dat hij Richard Fleischer zag als de meest geschikte regisseur. Hij had de familiekomedie The Happy Time (1952) van Fleischer gezien en was zeer onder de indruk geweest. Het scenario van deze film was van Earl Felton en ook hij werd door Disney gecontracteerd. Fleischer en Felton had al voor The Happy Time samengewerkt en films afgeleverd als Armored Car Robbery (1950) en The Narrow Margin (1952). Het inhuren van Richard Fleischer leidde tot de verzoening tussen Max Fleischer en Walt Disney. Max Fleischer was al jaren met pensioen en zijn filmbedrijf opgeslokt door Paramount Pictures. Hij vertelde Disney dat hij een goede keuze had gedaan door zijn zoon in te huren. Ze begroeven de strijdbijl en werden zelfs vrienden.

## Scenario

### Fenton
Walt Disney haalde scenarist Earl Fenton aan boord en droeg hem op het boek van Verne te bewerken tot een filmscenario. Het boek kent voldoende actie maar is op zich traag in de handeling. Fenton verkortte een en ander en handhaafde de meer actie gestuurde scènes. Hij probeerde ook de motivatie van kapitein Nemo te verklaren door de commandant van de Nautilus neer te zetten als een man met een missie, het vernietigen van oorlogswapens.
De Nemo van Fenton is ook veel agressiever dan Vernes Nemo. Terwijl Fenton aan het scenario werkte, was hij zich er niet bewust van dat Disney nog een scenarist aan het werk had gezet, John Tucker Battle. Uiteindelijk werd de versie van Tucker Battle niet gebruikt. Kirk Douglas, die de rol van Ned speelt in de film, stelde een aantal veranderingen in het scenario voor. Douglas had het scenario gelezen en was niet gelukkig met het feit dat zijn personage niets met vrouwen te doen had en geen vechtscènes kreeg. De acteur zag zichzelf graag als een macho en een vrouwenverslinder, een acteur die rollen speelt die veel fysieke kracht eisen. Speciaal voor Douglas werd om die reden een scène toegevoegd dat hij aan komt lopen met twee vrouwen aan zijn armen. Ook werd een vechtscène voor het personage Ned geschreven. Nadat Fenton zijn scenario had afgeleverd, ging de tekenafdeling aan het werk. Op basis van het scenario werd een uitgebreid storyboard gemaakt. Het was de eerste keer dat dit werd gedaan voor een speelfilm. Uiteindelijk werden er 1300 tekeningen gemaakt voor het storyboard.

### Vergelijking met het boek
De film vertoont een aantal verschillen met het boek. De Nautilus gebruikt in de film atoomenergie als krachtbron in plaats van elektriciteit. Het eiland dat Nemo als haven gebruikt, komt in het boek niet voor, maar enkel in het vervolg Het geheimzinnige eiland. Ook de climax is anders. In het boek krijgt Nemo spijt van het laten zinken van een schip en stuurt de Nautilus een draaikolk in. Daarna wordt er niets meer van de Nautilus vernomen tot in het vervolgverhaal blijkt dat de Nautilus dit overleefde. In de film sterft Nemo.

## Acteurs
Met de keuze voor James Mason als Nemo haalde Disney een grote ster binnen. Mason zou voor de rest van zijn carrière worden geassocieerd met deze rol. Overigens was Mason niet de enige kandidaat voor de rol, ook een andere grote ster Gregory Peck deed auditie. Charles Boyer was de eerste keus voor de rol van professor Aronnax, maar hij moest afzeggen vanwege andere verplichtingen. De rol ging toen naar Paul Lukas.
Peter Lorre die meestal werd gecast als de schurk verklaarde later dat hij blij was dat de grote inktvis de schurkenrol van hem had overgenomen.

## Productie

### Decors
Voor de opnamen konden beginnen werkte ontwerper Harper Goff aan het ontwerp voor de Nautilus. De duikboot van Goff is geïnspireerd op Verne en heeft een ram, elektronische ogen, metalen kammen, een staart, een duikerskamer, atoomkracht en een salon. Ondanks zijn vindingrijkheid wist Goff Disney niet gelijk te overtuigen. Pas het zesde schaalmodel vond genade in diens ogen. Uiteindelijk werd een Nautilus gebouwd die 61 meter lang en 8 meter breed was. Goff baseerde zijn ontwerp op de uiterlijke verschijning van een haai en een alligator.
Disney was aanvankelijk minder gelukkig met Goffs ontwerp, hij wilde liever de gladde cilinder die Verne in zijn boek omschrijft als de Nautilus. Maar Goff legde uit dat zijn ontwerp logischer was en in elkaar kon worden gezet van oud ijzer in de afgelegen schuilplaats van Nemo. Ook de interieurs van de Nautilus ontwierp Goff met Nemo in zijn gedachten. Nemo is een man met smaak, (de bibliotheek, het houwerk, de koperen ornamenten en het orgel) die echter ook de functionaliteit van de duikboot in de gaten houdt. Goff maakte ook een verkleind model dat gefilmd met een standaardlens toch ‘normaal’ oogde op het Cinemascopeformaat. Het model kon uiteraard niet zelfstandig varen, dus als de Nautilus op het witte doek een scherm ramt, zijn de lijnen zichtbaar waaraan het is opgehangen. Later werden door de afdeling speciale effecten luchtbellen toegevoegd aan de bewuste scène om die draden te verhullen. Omdat Goff geen lid was van de International Alliance of Theatrical Stage Employees (IATSE), mocht hij niet op aftiteling staan als artdirector of ontwerper en dus ook niet in aanmerking komen voor een Oscarnominatie. Goff was hier erg boos over, zeker toen Disney geen aanstalten maakte om de IATSE hierover aan te spreken. Het werd allemaal nog erger toen de IATSE Disney dwong om alsnog een artdirector in te huren. John Meehan werd hiervoor aangenomen en hij zou de ontwerpen van Goff laten uitvoeren. Meehan zelf ontwierp de decors voor de sets die spelen in San Francisco en bij Abraham Lincoln. Peter Ellenshaw maakte de matte-schilderijen

### Duikuitrusting
In de boeken komen ook duikers voor die primitieve duikerspakken dragen. De ontwerpafdeling ontwierp een serie duikerspakken waarmee duikers konden lopen op de bodem van de zee. Het pak bestond uit een helm, een rubberpak en zuurstoffles. Het pak woog 112 kilo en vanwege de kou droegen de duikers lang ondergoed, wollen sokken en leren handschoenen.

### Locaties
Voor de opnamen werden diverse locaties op de Bahama's en Jamaica gebruikt. De scènes in de grotten werden gefilmd in het Xtabi park bij de kliffen van Negril in Jamaica. Jamaica was ook het decor voor de scènes die speelden op het kannibaleneiland en op Nieuw Guinea. Verder werd gefilmd in Nassau, Lyford Cay en in Death Valley. De studio-opnames werden gemaakt in de verbouwde Disneystudio’s in Burbank.

### Opnamen
De opnamen begonnen op 11 januari 1954 en werden afgesloten op 19 juni 1954. Hoewel men werkte met een vaste ploeg van 54 man waren sommige opnames zo complex dat de technische ploeg soms uitgroeide tot meer dan vierhonderd mensen. Er werd zo’n twintig ton aan apparatuur gebruikt dat werd vervoerd in zes schepen. Voor de onderwateropnamen werd een speciale Aquaflexcamera ontwikkeld en een systeem om een standaard Mitchellcamera in een waterdichte omhuizing te gebruiken. De onderwateropnamen werden bemoeilijkt omdat er geen goede communicatie mogelijk was en er maar voor vijftig minuten zuurstof was voor de ploeg. Om caissonziekte te voorkomen moest binnen die vijftig minuten ook rekening worden gehouden met het afdalen en opstijgen in het water in fasen die bij elkaar twintig minuten duurden. In Lyford Cay kon alleen gefilmd worden tussen 10.00 en 16.00 uur, voordat de bewolking de zon afdekte. Om de tijd onder water zo goed mogelijk te gebruiken werd gebruikgemaakt van vooraf uitgetekende en uitgewerkte scènes, terwijl de acteurs uitgebreid repeteerden op het land. Voor de opnames van de begrafenisscène was een filmploeg van 22 man acht dagen in touw. De zeebodem was afgedekt met hennepvezel om te voorkomen dat de ploeg zand en modder omhoog zou schoppen.

### Studio-opnamen
Op 2 maart 1954 werden de buitenopnamen besloten en op 10 maart begonnen de opnames in de studio. De studio in Burbank van Disney was oorspronkelijk bedoeld voor tekenfilms en moest ingrijpend verbouwd worden. Een derde geluidsset werd geïnstalleerd met een watertank van 27 bij 50 meter. In deze tank werd de scène gefilmd waarin de verborgen schat wordt gevonden. Er werd ook gebruikgemaakt van buitenterreinen van de studio’s van Twentieth Century-Fox en Universal.

### CinemaScope
De film werd opgenomen met het CinemaScope systeem. Aangezien Bausch & Lomb die de cameralenzen voor dit proces vervaardigden niet genoeg lenzen kon produceren moest Disney er één leasen van Twentieth Century-Fox, de enige filmstudio die tot dan toe met CinemaScope werkte. Dit veroorzaakte grote vertraging omdat nu maar één filmploeg tegelijk aan het werk kon. Aangezien het CinemaScope het moeilijk maakt om close-ups te verfilmen, ontbreken ze totaal in de film.

### De scène met de pijlinktvis
De opnames van de scène met de grote pijlinktvis werd opgenomen in de week van 10 maart 1954 in de tank van geluidsset 3. Chris Mueller had een mechanisch model op ware grootte gemaakt met tentakels van rubber en stalen veren. Het geheel werd via draden bestuurd, Volgens het scenario zou het gevecht plaatsvinden in een kalme zee, tegen een zonsondergang. Toen de ploeg een week bezig was, liet Disney de opnames stopzetten. Hij vond de scène te onrealistisch overkomen; de draden maakten dat het geheel er erg nep uitzag. Besloten werd om de achtergrond van de scène te veranderen en de kalme zee te veranderen in een woeste als gevolg van een storm, de zonsondergang werd veranderd in nacht. Door deze ingrepen kon men de kabels verdoezelen en oogde de scène veel realistischer. Nadeel was dat er opnieuw zes dagen gefilmd moest worden en er 200.000 dollar extra aan kosten bij kwamen.

### De scène met de kannibalen
In de scène met de kannibalen moesten Kirk Douglas en Peter Lorre naar het strand roeien in een kleine skiff. De boot was van hout en zo geschilderd dat het metaal leek. Dankzij het hout was de boot erg licht en moest verzwaard worden met zandzakken om realistisch in het water te liggen. Toen de boot naar het strand werd getrokken voor de opnamen verwijderde de filmploeg de zakken maar vergat ze terug te leggen. Kirk Douglas was niet op de hoogte en toen hij voor de camera naar de boot terugholde, verwachtte hij dat het vaartuig diep in het water zou liggen. Hij ging zitten en bracht de peddels naar het water, maar schatte de afstand verkeerd in en viel achterover. Regisseur Richard Fleischer vond het allemaal erg leuk en hield de scène in de film. Het was niet het enige komische element aan de opnamen. Een aantal inwoners van Jamaica die werden ingehuurd om mee te spelen als kannibaal schilderden teksten op hun voorhoofd. De teksten waren niet zichtbaar op het filmdoek en dat was maar goed ook want een van de kannibalen had op zijn voorhoofd staan: “Eat at Joe’s” (Eet bij Joe), zijn buurman gaf hier een vervolg aan door de tekst: “I ate Joe (Ik heb Joe opgegeten) op zijn voorhoofd aan te brengen.

### De scène met de schatkist
Tijdens de onderwateropnamen van de scène waar de schatkist wordt gevonden, kreeg de ploeg gezelschap van een haai. Aangezien er in het scenario niet voorzien was in de komst van dit dier probeerde de filmploeg de haai weg te jagen. Later bleek dat de opnamen zo spectaculair waren dat delen er van toch in de film terechtkwamen.

### Problemen
De acteurs hadden het niet altijd makkelijk. Zo moesten alle acteurs vis bij zich dragen om de zeehond Esmerelda te belonen als er weer een scène met het dier was geschoten. Regisseur Fleischer had stilletjes plezier dat de altijd zo gedistingeerde James Mason na elke opname weer in zijn zak moest tasten voor een vis. Er was zoveel vis aanwezig op de set dat het op gegeven moment stonk als een vismarkt. Maar er waren ook andere ongemakken, Kirk Douglas bijvoorbeeld moest op een reddingsboot liggen die omgekeerd in het water lag, omdat de boot erg wankel was en Douglas er steeds vanaf gleed, werd een duiker in het water gestuurd die onder de boot moest zwemmen om het vaartuig te stabiliseren. Paul Lukas had voortdurend ruzie met Fleischer en zijn collega-acteurs, zelfs met zijn vriend Peter Lorre, op zeker moment dreigde Lukas zelfs Disney met een proces.

## Uitgifte
20,000 Leagues Under the Sea werd na 1954 opnieuw uitgebracht in 1968, 1993 en 1999. In 1993 bleken de kleuren van de film zover te zijn teruggelopen dat de hervertoning in gevaar kwam. Snel werd van een nieuwe master een gerestaureerde kopie gemaakt met opnieuw gemixt geluid.

## Attracties
De decors van de film en delen van de set werden gebruikt voor een walkthrough -attractie in Disneyland tussen 1955 en 1966. Delen van het interieur van de Nautilus zoals de kaartenkamer, de salon en een van de observatieramen, konden worden bezocht. Toen het gebouw waarin de walktrough was neergezet nodig was voor een andere attractie, werden de decorstukken verwijderd en vernietigd. De film diende ook als inspiratie voor een dark ride in Tokyo DisneySea en een walkthrough in Disneyland Parijs. Een van de modellen van de Nautilus die werd gebruikt in de film stond tentoongesteld in Walt Disney World's EPCOT Center's attraction, "The Living Seas".

## Prijzen en nominaties
1955
- De Academy Award voor Best Art Direction-Set Decoration, Color – gewonnen
- De Academy Award voor beste special effects – gewonnen
- De Academy Award voor beste filmmontage - nominatie

2004
- De Saturn Award voor Best dvd Classic Film Release